# KBS1
«KBS1» — первый телеканал южнокорейской телерадиовещательной корпорации KBS.
Сначала назывался KBS или KBS TV, без цифры. Начал вещание 31 декабря 1961 года, став первой полномасштабной телевизионной службой в Корее. Причём на тот момент в Южной Корее было всего 20 тысяч телевизоров, и корейское правительство старалось увеличить это число в помощью специальных льготных продаж. Регулярные трансляции начались 15 января 1962 года.
С появлением у KBS второго телеканала (KBS2) в 1980 году был из просто KBS переименован в KBS1. 
По состоянию на 1992 год, это один из трёх основных телеканалов Южной Кореи (вместе с KBS2 и MBC).
Финансирование канала осуществляется за счёт лицензионных сборов. Это единственный телеканал в стране, на котором нет рекламы.